# Commander Keen in Keen Dreams
 (octobre 2019).
Si vous disposez d'ouvrages ou d'articles de référence ou si vous connaissez des sites web de qualité traitant du thème abordé ici, merci de compléter l'article en donnant les références utiles à sa vérifiabilité et en les liant à la section « Notes et références ».
Commander Keen in Keen Dreams (ou The Lost Episode) est un jeu vidéo de plate-forme sorti en 1991 et fonctionne sur DOS, il est un épisode additionnel de la série Commander Keen. Développé par Id Software et édité par Apogee Software et Activision, le jeu a été conçu par John Carmack et Tom Hall.
Il a été distribué en partagiciel.

## Synopsis
Après avoir refusé de manger ses légumes, Billy (Commander Keen), est envoyé au lit par ses parents, il s'endort pour ne se réveiller que dans un univers de végétaux dirigé par le maléfique roi des pommes de terre : Boobus Tuber, qui a emprisonné de nombreux autres enfants. Billy ne pourra pas compter sur ses armes habituelles pour venir à bout de Boobus Tuber, et ne disposera que de l'engrais Flower Power qui lui permet de transformer temporairement, en fleur, ses ennemis.